# St. Clair County (Missouri)
Das St. Clair County ist ein County im US-amerikanischen Bundesstaat Missouri. Im Jahr 2020 hatte das County 9284 Einwohner und eine Bevölkerungsdichte von 5,3 Einwohnern pro Quadratkilometer. Der Verwaltungssitz (County Seat) ist Osceola, das nach dem Seminolen-Häuptling Osceola benannt wurde.

## Geografie
Das County liegt in den nördlichen Ozarks im Westen von Missouri. Es ist etwa 50 km von Kansas entfernt und hat eine Fläche von 1818 Quadratkilometern, wovon 65 Quadratkilometer Wasserfläche sind.
Das County wird vom Osage River durchflossen. In Warsaw im benachbarten Benton County wird der Fluss zum Truman Lake aufgestaut, der bis weit in das St. Clair County hineinreicht.
An das St. Clair County grenzen folgende Nachbarcountys:
| Bates County  | Henry County | Benton County  |
|               |              | Hickory County |
| Vernon County | Cedar County | Polk County    |

## Geschichte

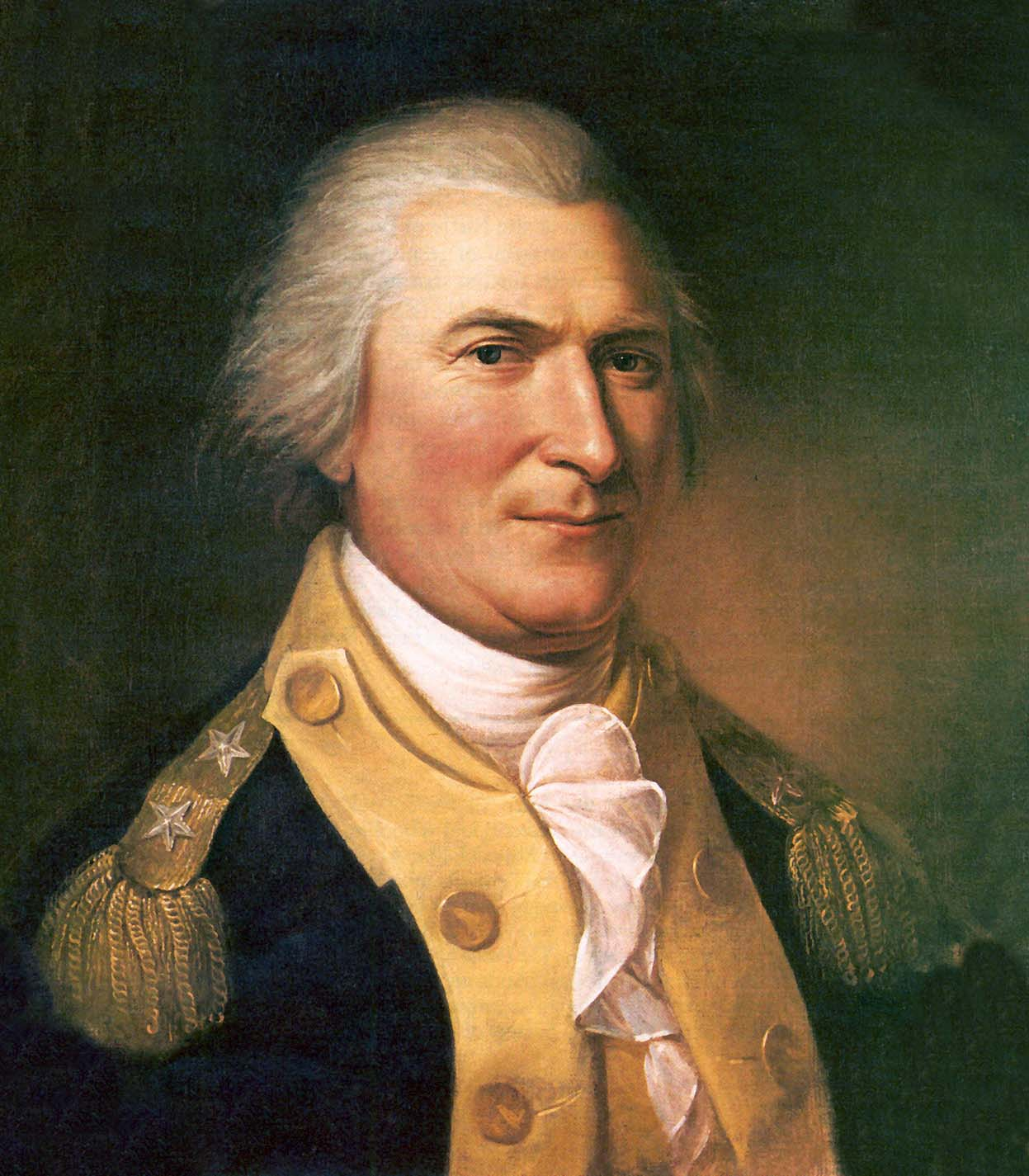
St. Clair

Das St. Clair County wurde 1841 gebildet. Benannt wurde es nach Arthur St. Clair (1736–1818), einem General der Kontinentalarmee im Amerikanischen Unabhängigkeitskrieg und späteren ersten Gouverneur des Nordwestterritoriums (1788–1802).

## Demografische Daten
Nach der Volkszählung im Jahr 2010 lebten im St. Clair County 9805 Menschen in 4320 Haushalten. Die Bevölkerungsdichte betrug 5,6 Einwohner pro Quadratkilometer. In den 4320 Haushalten lebten statistisch je 2,24 Personen.
Ethnisch betrachtet setzte sich die Bevölkerung zusammen aus 96,5 Prozent Weißen, 0,5 Prozent Afroamerikanern, 0,7 Prozent amerikanischen Ureinwohnern, 0,1 Prozent Asiaten sowie aus anderen ethnischen Gruppen; 1,8 Prozent stammten von zwei oder mehr Ethnien ab. Unabhängig von der ethnischen Zugehörigkeit waren 1,7 Prozent der Bevölkerung spanischer oder lateinamerikanischer Abstammung.
20,0 Prozent der Bevölkerung waren unter 18 Jahre alt, 56,6 Prozent waren zwischen 18 und 64 und 23,4 Prozent waren 65 Jahre oder älter. 49,5 Prozent der Bevölkerung war weiblich.

Das jährliche Durchschnittseinkommen eines Haushalts lag bei 32.217 USD. Das Prokopfeinkommen betrug 18.309 USD. 16,6 Prozent der Einwohner lebten unterhalb der Armutsgrenze.

## Ortschaften im St. Clair County
Citys
- Appleton City
- Lowry City
- Osceola

Villages
- Collins
- Gerster
- Roscoe
- Vista

Unincorporated Communities
| - Birdsong - Blackjack - Browns Ford - Chalk Level - Chloe - Cobb | - Crooks Springs - Hardyville - Harper - Iconium - Iuka Springs - Johnson City | - Lindale - Monegaw Springs - Ninnescah Park - Ohio - Osage Heights - Oyer | - Raney - Taberville - Tiffin - Tracy |

## Gliederung
Das St. Clair County ist in 16 Townships eingeteilt:
| Township             | Einwohner (2010) | FIPS     |
| -------------------- | ---------------- | -------- |
| Appleton Township    | 1401             | 29-01504 |
| Butler Township      | 1392             | 29-10108 |
| Center Township      | 250              | 29-12628 |
| Chalk Level Township | 189              | 29-13024 |
| Collins Township     | 667              | 29-15580 |
| Dallas Township      | 420              | 29-18100 |
| Doyal Township       | 585              | 29-20008 |
| Jackson Township     | 617              | 29-36080 |

| Township            | Einwohner (2010) | FIPS     |
| ------------------- | ---------------- | -------- |
| Monegaw Township    | 256              | 29-49142 |
| Osage Township      | 258              | 29-55208 |
| Osceola Township    | 1923             | 29-55406 |
| Polk Township       | 289              | 29-58862 |
| Roscoe Township     | 570              | 29-63092 |
| Speedwell Township  | 511              | 29-69356 |
| Taber Township      | 190              | 29-72124 |
| Washington Township | 287              | 29-77686 |